# Gianni Pettena
(Gianni Pettena)
Gianni Pettena, all'anagrafe Giovanni (Bolzano, 23 agosto 1940), è un architetto, artista e storico dell'architettura italiano.

## Biografia
Gianni Pettena è architetto, artista, critico e storico dell'architettura. Cofondatore e ispiratore alla fine degli anni sessanta del movimento della Architettura radicale italiana, da cui ha avuto origine buona parte della contemporanea sperimentazione nel campo dell'architettura e del design, svolge, con progetti, mobili, installazioni, mostre, scritti teorici, saggi e testi, attività sperimentale intesa ad eliminare confini disciplinari e rivisitare e reinventare alfabeti e linguaggi.
Nato a Bolzano nel 1940, si laurea nel 1968 presso la Facoltà di Architettura di Firenze dove svolge attività didattica a partire dal 1973 e dove sarà poi professore di Storia dell'Architettura Contemporanea fino al 2008. A partire dagli anni ottanta ha insegnato anche alla Domus Academy di Milano e alla California State University in Florence, ha avuto inoltre incarichi d'insegnamento e ha tenuto seminari e conferenze in molte università e scuole di design e architettura negli Stati Uniti e Gran Bretagna, dove svolge tuttora attività di conferenziere e visiting critic.
Fin dal 1967 inizia un percorso di "design alternativo", e un'attività sperimentale che ha soprattutto un significato di esperienza personale e spesso prescinde dalle necessità dell'esercizio professionale: mobili disegnati nella scala del luogo e non dell'uomo (Divano Rumble, 1967), installazioni in dialogo con luoghi significativi del contesto urbano (Carabinieri, Milite Ignoto, Grazia & Giustizia, 1968), interventi che contrappongono la vivacità del quotidiano alla staticità dei luoghi della rappresentanza e del potere (Laundry, 1969), allestimenti di mostre (Dialogo Pettena-Arnolfo, 1968) che egli propone come “una lezione di architettura”.
In seguito alla pubblicazione su "Domus" di questi lavori, nel 1971 è invitato come artist-in-residence al Minneapolis College of Art and Design di Minneapolis, e l'anno successivo alla University of Utah di Salt Lake City, dove realizza inizialmente opere che sembrano ancora dettate da una sorta di "violenza" nei confronti dei simboli della cultura e delle istituzioni: una conferenza all'università in cui il pubblico è "costretto" a ritagliare il proprio spazio in una sala fittamente riempita di strisce verticali di carta (Paper, 1971), o una passeggiata verso il centro della città insieme agli studenti che "indossano" sedie (Wearable Chairs, 1971). Nelle opere successive l'osservazione si concentrerà su processi diversi di lettura dell'ambiente, in cui natura e architettura vengono accostate e contaminate, così da rinaturalizzare luoghi e materiali denaturati : gli edifici inglobati nel ghiaccio a Minneapolis (Ice n.1 e Ice n.2, 1971-1972) e la trilogia di Salt Lake City (Clay House/Tumbleweeds catcher/Red Line, 1972) contengono queste componenti, e anche un'attenzione all'uso di materiali naturali generalmente estranea alla formazione dell'architetto.

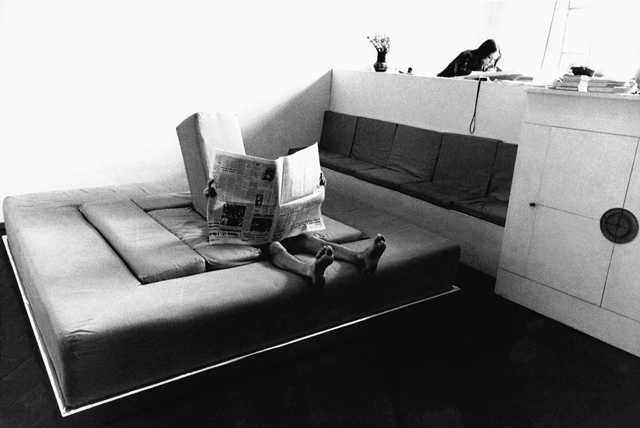
Divano Rumble, 1967, cm 250x250x50,legno e poliuretano, produzione Gufram.

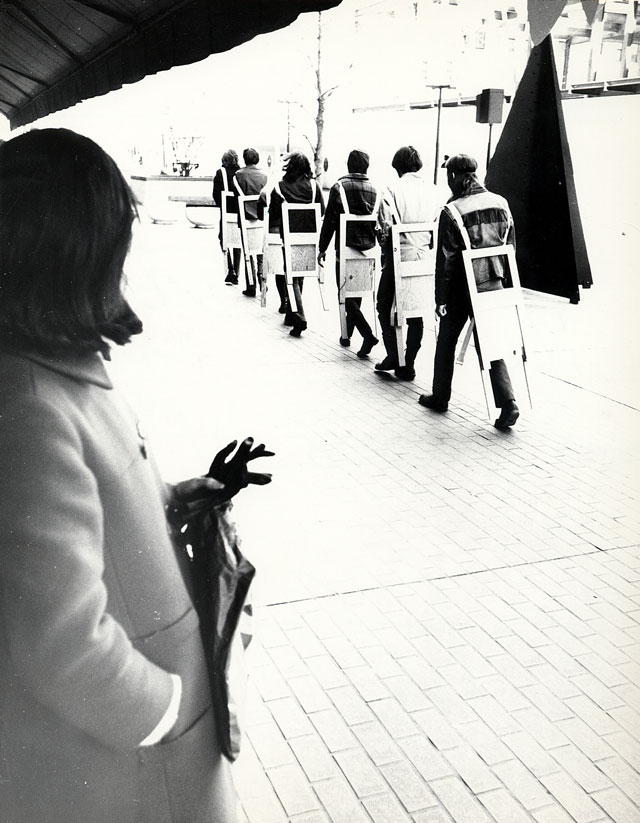
Wearable chairs, Minneapolis, 1971

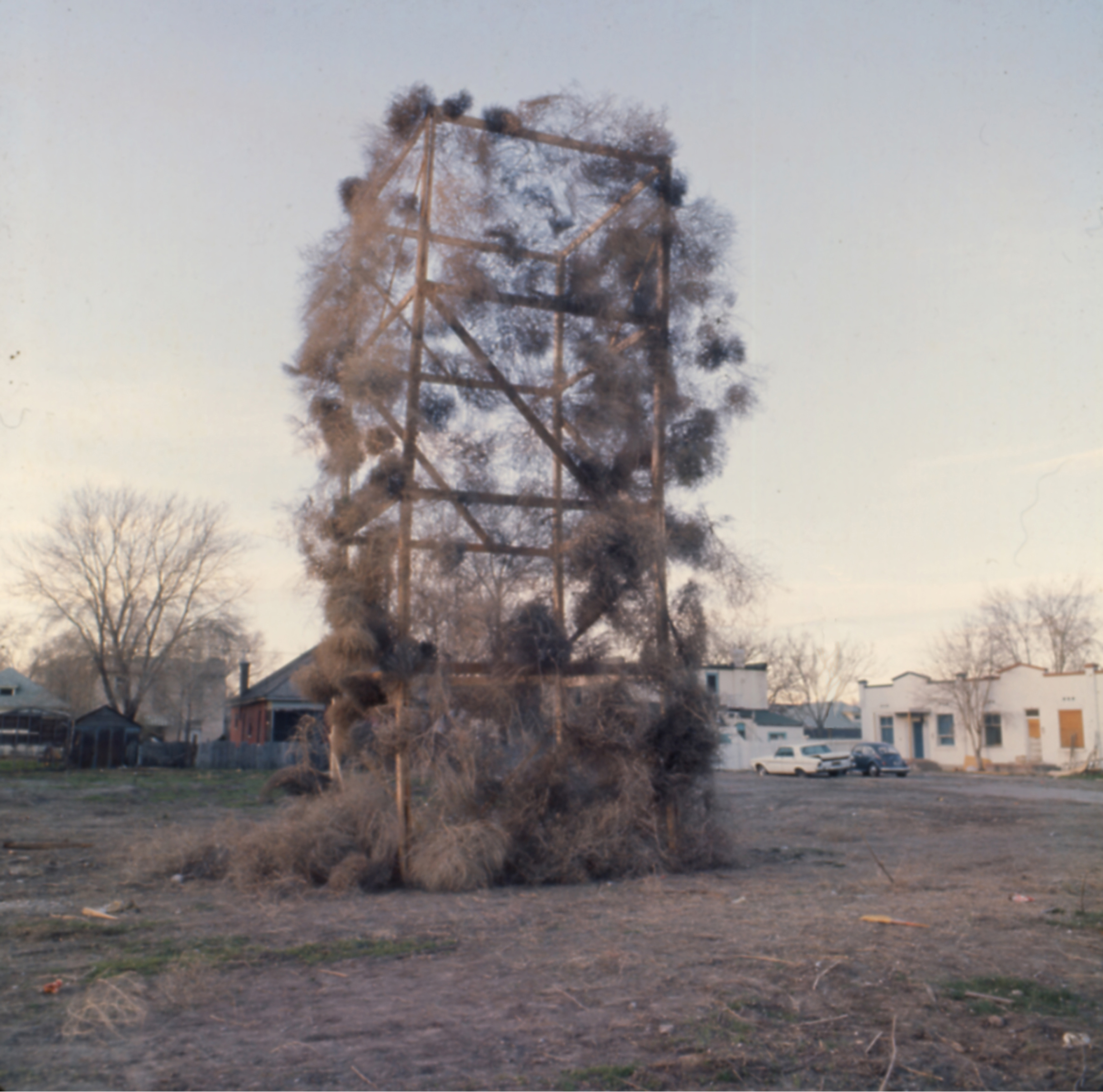
Tumbleweeds Catcher - Salt Lake City - USA 1972 - 01

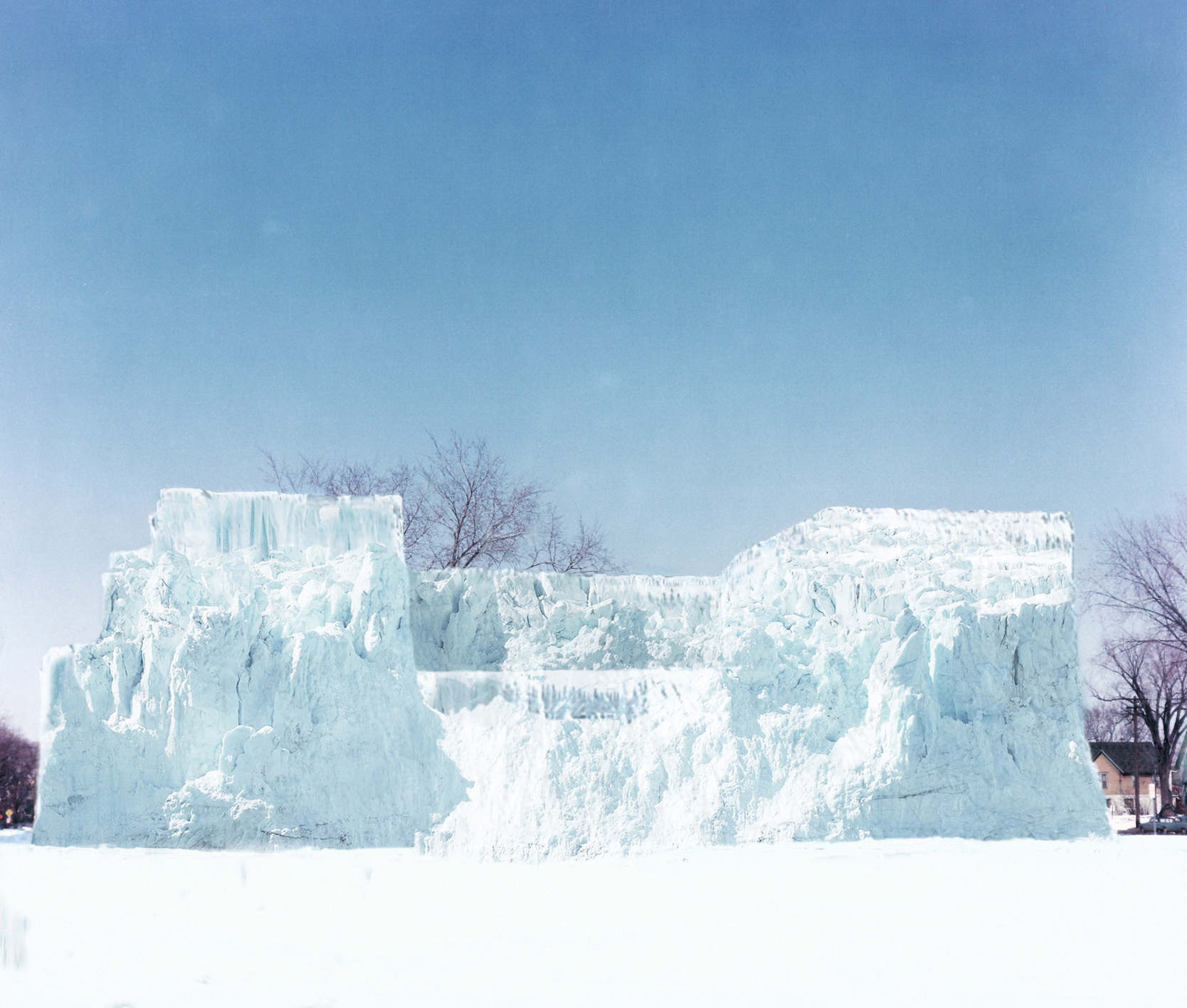
Ice House I - Minneapolis, 1971

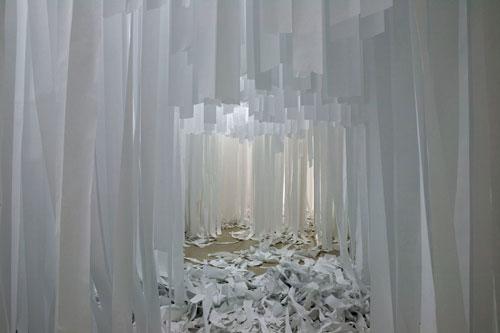
Paper - The Death of The Audience - Secession Vienna 2009 - 01

L'osservazione della fisicità della natura sarà costante nella sua opera. È già presente nelle proposte vincenti per il concorso Trigon '71 di Graz (Grass Architecture) che già anticipano l'integrazione tra architettura e natura della ‘green architecture’ di anni molto più tardi, e un confronto che, particolarmente nelle sue opere più recenti, vede l'architettura soccombere, o riconoscere nella natura una maestra o una fonte costante di ispirazione (Brano di città e Forgiving Architecture, 2009 / Architecture forgiven by nature, 2011 / La mia scuola di architettura e Mother Nature, 2012). Questa considerazione della natura e del contesto ambientale sono in fondo per lui la base anche di ogni possibilità di architettura costruita. Si confronterà per esempio con il contesto naturale nella costruzione della sua casa elbana (La mia casa all'Elba, 1978), un work- in-progress che pur acquistando nel tempo nuove definizioni e caratteristiche, da sempre ha trovato motivazione e forma in ragione del luogo e dei materiali che lì si trovano, materiali che hanno trovato spazio e dignità propria anche in opere successive in anni molto recenti (Human Space, 2011/ Human Wall, Handmade, Materiali da costruzione/2012).
Nel 1973 pubblica L'Anarchitetto (Guaraldi, 1973), saggio atipico in forma di racconto, di poesia visiva e di diario fotografico anche dell'esperienza americana, che assumeva esso stesso il significato di ‘opera’, in quanto testimonianza di come la forma letteraria possa diventare essa stessa architettura. Scrivere di architettura sarà per lui sempre importante, parte di quella intensa attività di critica con cui cercherà di mantenere vivo un dibattito culturale che non si esaurisce con la fine del movimento radicale, che avvenne nei fatti poco dopo la fondazione della Global Tools (1973), scuola e sistema di laboratori che aveva rappresentato il momento di massima intensità di strategia comune per il movimento dell'Architettura Radicale.
La scelta stessa di dedicarsi a un numero limitato di ‘veri’ progetti dimostra come l'architettura non si limiti per Pettena all'episodio della costruzione, ma faccia parte di una ricerca più ampia, un modo per verificare continuamente la molteplicità di possibili significati che la disciplina architettonica può assumemere. Così, anche la successiva attività di critico, se da un lato ad esempio analizza l'opera di Hans Hollein (Hans Hollein, Ideabooks, 1988), considerata ancora emblematica del ‘tutto è architettura’ teorizzato nei primi anni '60 dell'architetto austriaco, in seguito, rielaborando anche nel ricordo le conversazioni newyorkesi con Robert Smithson, si avvicinerà anche allo studio dell'architettura del paesaggio in una prospettiva sia storico-progettuale che di valorizzazione delle intrinseche componenti di arte ambientale. Presenta così per la prima volta in Europa la figura e l'opera di F.L.Olmsted, il progettista del Central Park di New York, in una grande esposizione agli Uffizi (mostra e volume Olmsted. L'origine del parco urbano e del parco naturale contemporaneo, Centro Di,1996). Anche la riproposta delle tematiche del ‘radicale’ alla Biennale di Venezia Architettura 1996 (mostra e volume Radicals. Architettura e Design 1960-1975), come premessa storica alla moderna figura dell'architetto come ‘sismografo’ suggerita da Hans Hollein, così come la successiva esposizione Archipelago (1999) in cui questa interpretazione di "radicalità" si estende fino al contemporaneo, e integra disegni d'architettura con installazioni d'artista, pezzi di design con visioni d'ambiente dei maestri e dei giovani studenti partecipi dell'allestimento, o la mostra e il saggio sul Radical Design del 2004 (Radical Design, m&m, 2004) hanno per Pettena, al di là della volontà dello storico di far conoscere e studiare queste fenomenologie, soprattutto il significato di illustrare le convinzioni maturate nel corso della sua opera di architetto, di artista, di insegnante e di critico.
Presente con opere, scritti e attività didattica nel panorama della critica internazionale, continua negli anni l'attività artistica allargando il proprio campo di ricerca senza creare fratture rispetto alle premesse ideologiche del lavoro precedente, anzi accentuando gli elementi di concettualità più specifici del processo di "sconfinamento" interdisciplinare. Nel corso degli anni '80, studierà in particolare lo spazio "simulato", la realtà illusoria creata nella rappresentazione artistica attraverso i riflessi, i rimandi visuali, la percezione volutamente distorta, indagando il tema della finzione prospettica sia attraverso oggetti di design atipici, la cui fisicizzazione sconfina nell'immaginario, sia attraverso la creazione di spazi la cui fruizione è ambigua proprio perché di realtà incerta, illusoria, al limite dell'impossibilità (Sovrapposizioni, 1984 / Integrazioni, 1985/ Ombra, 1986). Progressivamente poi l'attenzione al contesto e il dialogo con l'ambiente, si manifesteranno sempre più in una forma in cui le metodologie e i linguaggi delle arti visive sono accentuati fino a superare senza rimpianti la linea di "sconfinamento" che dall'architettura conduce verso altre discipline artistiche nella convinzione, ormai maturata da tempo, di come non esistano confini, nel rapportarsi alle tematiche relative allo spazio fisico, tra la sensibilità dell'architetto e quella dell'odierno artista ambientale, convinzione metaforicamente illustrata anche nelle opere più recenti, a partire da Archipensieri (2001) e Il mestiere dell'architetto (2002).
È il primo architetto "radicale" a cui il Frac Centre di Orléans dedica una grande antologica arricchita da una monografia (Gianni Pettena. Le métier de l'architect, HYX Ed. 2002) pubblicata anche in italiano/inglese l'anno successivo. Il suo lavoro è stato presentato in musei e istituzioni come la Biennale di Venezia, il Mori Museum di Tokyo, il PAC di Milano, il Barbican Center di Londra, il Gamec di Bergamo, i centri Pompidou di Parigi e Metz, la Biennale di Berlino, il Padiglione Italia all'Expo 2010 di Shanghai; sue opere sono in collezioni private in Italia e all'estero e nelle collezioni permanenti di gallerie e istituzioni, tra cui quelle del Centro Pompidou di Parigi, del Frac Centre di Orléans e gli Archivi della Biennale di Venezia.

## Principali pubblicazioni
- 1973, L'anarchitetto, Guaraldi
- 1979, L'effimero urbano e città. Le feste della Parigi rivoluzionaria, Marsilio Editori / Venezia
- 1981, Venturi, Rauch & Scott Brown, Electa
- 1981, Richard Meier, Marsilio
- 1982, Coates, Hadid, Lowe, Wilson, ed. APT Fiesole
- 1982, Superstudio 1966-1982. Storie, figure, architettura, Electa
- 1983, La città invisibile. Architettura sperimentale 1965/75, ed. Opera Universitaria Firenze 1
- 1988, Hans Hollein. Opere 1966-1988, Ideabooks
- 1992, Rodolfo Bonetto. Trent'anni di design, Ideabooks
- 1996, Olmsted. L'origine del parco urbano e del parco naturale contemporaneo, Centro Di
- 1996, Radicals. Architettura e Design 1960-1975, ed. La Biennale di Venezia
- 1999, ARCHIPELAGO. Architettura sperimentale 1959-1999, maschietto&musolino 1999
- 1999, SOTTSASS, maschietto&musolino
- 1999, Casa Malaparte Capri, Le Lettere
- 2001, Sottsass e Sottsass, Testo&Immagine
- 2004, Radical Design . Ricerca e progetto dagli anni '60 a oggi, M&M maschietto editore,
- 2009, Design, arte ambientale, architettura: interrelazioni contemporanee, in ‘Radici Radicali’, Edizioni Galleria Il Ponte, Firenze
- 2010, L'architettura ideale, in DOMUS 941
- 2012, Architecture forgiven by nature, in l'ARCA International 109

## Principali mostre
- 1971, Minneapolis Institute of Arts (personale),
- 1971, TRIGON, Graz, (I premio)
- 1972, John Weber Gallery (personale), New York City
- 1973, Royal College of Art, Londra
- 1973, Galleria Schema (personale), Firenze
- 1973, Progetto d'architettura n° 5, Triennale di Milano
- 1978, Wind Architectures, Biennale di Venezia
- 1979, THE ART OF PERFORMANCE, Palazzo Grassi, Venezia
- 1980, IL TEMPO DEL MUSEO VENEZIA, Biennale di Venezia
- 1984, Sovrapposizioni (personale), Galleria Speciale, Bari
- 1985, Buon Compleanno (personale), Galleria Speciale, Bari
- 1987, Il ritorno dell'arte, Castello Aragonese, Otranto
- 1987, Mappe, Recinti, Territori, Itinerari, Galleria Megalopoli, Milano
- 1990, Il Mondo 'SPECIALE', Groninger Museum, Groninga
- 1996, Radicals. Architettura e Design 1960-1975, Biennale di Venezia, Padiglione Italia
- 1996, Habitus Abito Abitare, Biennale di Firenze, Centro Arte Contemporanea Luigi Pecci, Prato
- 1999, ARCHIPELAGO. Architettura sperimentale 1955-1999, Palazzo Fabroni, Pistoia
- 2000, Radical Architecture, Museum fur Angewandte Kunst, Colonia
- 2001, Architecture Radicale, Institut d'art Contemporaine, Frac Rhone-Alpes, Villeurbane (Lyon)
- 2002, Gianni Pettena. Le métier de l'architect (personale/antologica), FRAC Centre, Orléans
- 2003, Archipensieri (personale), Museo Fondazione Piaggio, Pontedera (Pisa)
- 2003, Italie Radicale. Collection du Frac Centre, Frac Centre, Orléans
- 2004, Radical Design. Ricerca e progetto dagli anni '60 a oggi, Casa Masaccio, S.Giovanni Valdarno
- 2005, New Experiments in Architecture, Art and the City, 1950-2005, Mori Art Museum, Tokyo
- 2005, Gianni Pettena (personale), Collège Marcel Duchamp, Châteauroux
- 2006, Future City. Experiment and Utopia in Architecture 1956-2006, Barbican Center, Londra
- 2007, Gianni Pettena (personale), Galleria neon fdv, Milano
- 2007/2008, Il Futuro del Futurismo, GAMeC, Bergamo
- 2008, Gianni Pettena/Luca Trevisani. Sistemi binari 1., Neon Campobase, Bologna
- 2008, Sguardo periferico e corpo collettivo, Museion, Bolzano
- 2008, Principle Hope. Manifesta 07, Ex-Peterlini, Rovereto
- 2009, Radici Radicali. Archizoom, Pettena, Superstudio, UFO, Galleria Il Ponte, Firenze/ Galleria Martano, Torino
- 2009, Gianni Pettena (personale), Galleria Enrico Fornello, Prato, 29 aprile-29 maggio 2009
- 2009, ReMap 2, Biennale di Atene
- 2009, The death of the audience, Secession, Vienna
- 2010, Ibrido. Genetica delle forme d'arte, PAC, Milano
- 2010, Gianni Pettena. Acquisizioni per la collezione del museo, Centro Pecci, Prato
- 2010/2011, Quali cose siamo, Triennale Design Museum, Milano
- 2010, Die lebende Münze, HAU1, VI Biennale di Berlino
- 2010, Italian genius now. Home sweet home, Padiglione Italia, Expo 2010, Shanghai
- 2011, Gianni Pettena. Vers une rétrospective, Galleria Mercier & Associés, Parigi
- 2011, In absence of bodies, Stromerein Performance Festival, Zurigo
- 2011/2012 Erre. Variations Labirintiques, Centre Pompidou, Metz
- 2011, Totem and Taboo, Museum Quartier, Vienna
- 2012, Gianni Pettena, Galleria Federico Luger/ Galleria Enrico Fornello, Milano
- 2012, Radical City, Archivio di Stato, Torino
- 2013, Vienna e dintorni. Abraham/Hollein/Peintner/Pettena/Pichler/Sottsass, Galleria Giovanni Bonelli, Milano
- 2013, The Immigrants. Experiment 2, Biennale di Venezia 2013
- 2013, Radical Minds – Radical Design, MUSA, Pietrasanta
- 2013, Gianni Pettena. Forgiven by Nature, Utah Museum of Contemporary Arts, Salt Lake City
- 2013, Portfolio d'oeuvres de la collection du Frac Centre, Gare d'Austerlitz, Parigi
- 2013, Gianni Pettena / Paper / Midwestern Ocean, Unité d'Habitation Le Corbusier di Briey-en-Forêt

## Elenco delle opere
- 1966, Tunnel sonoro
- 1967, divano Rumble
- 1967/68, Film 16mm The Pig ( Carosello Italiano)
- 1968, disegni Città future
- 1968, Dialogo Pettena-Arnolfo
- 1968, CARABINIERI
- 1968, MILITE IGNOTO
- 1968, GRAZIA&GIUSTIZIA
- 1968, APPLAUSI
- 1969, tavolo Babele
- 1969/1971, lampade
- 1969, Laundry, Campo Urbano, Como
- 1971, Film super 8 Autostradale
- 1971, Film 16mm Intens
- 1971, ConcorsoTRIGON ‘71, Graz
- 1971, Quarry
- 1971, Falsa curva d'autostrada, Minnesota
- 1971, PAPER/ Midwestern ocean
- 1971, Wearable chairs
- 1971, ICE I
- 1971, Some call him pig, Minneapolis
- 1972, ICE II
- 1972, Film 16mm Random Movies
- 1972, Clay house
- 1972, Tumbleweeds catcher
- 1972, Red Line
- 1972/73, About non conscious architecture
- 1973, Already seen portable landscape
- 1973, Atta Unsar, Galleria Schema, Firenze
- 1973, IO SONO LA SPIA
- 1973, Spazio vuoto riservato a Gianni Pettena
- 1973, Progetto d'architettura nº5, Triennale di Milano
- 1974, Marea
- 1977, Performance Fosforescente, Palazzo Grassi, Venezia
- 1978, Complementi d'architettura, Biennale di Venezia
- 1978, Testimonianza d'architettura
- 1978/2012, La mia casa all'Elba, Viticcio, Isola d’Elba
- 1979, Le isole abbandonate della Laguna
- 1980, Allestimento mostra IL RITORNO DEI RE, S.M.Novella, Firenze
- 1983, Allestimento mostra NANNUCCI, Palazzo Vecchio, Firenze
- 1984, Sovrapposizioni
- 1985, Case conquistate dal verde
- 1985, Integrazioni, Expo Arte, Bari
- 1985, Poltramaca, Salone del Mobile, Milano
- 1985, divano Buon compleanno
- 1986, poltrona OMBRA
- 1987, Paesaggi della memoria
- 1987, Mauretania e Lusitania
- 1987, Stanza
- 1988, Allestimento VISIONI D'AMBIENTE, Spedale degli Innocenti, Firenze
- 1989, arazzo Itinerari Territori Mappe Recinti
- 1989, tappeto Sprofondo
- 1989, tappeto Compenetrazioni
- 1990/97, Nuovo Municipio di Canazei, Canazei
- 1991, divano Pick up
- 1992, Studio per il restauro e la riconversione del Forte Inglese, Portoferraio, Isola d'Elba
- 1995/2000, Restauro e riconversione dell'edificio storico Tonnara dell'Enfola , Enfola, Isola d'Elba
- 1996,  Mostra F.L.OLMSTED, Galleria degli Uffizi, Firenze
- 1996, Mostra RADICALS, Padiglione Italia, Biennale di Venezia
- 1997, anelli Architectures in Love
- 1999, Breathing architecture (Branchia)
- 2001, Archipensieri, Università di Cassino
- 2002, Archipensieri II , Collezione Longo, Cassino
- 2002, Il mestiere dell'architetto
- 2002, Senna, Parigi
- 2003, Cubo, Biennale di Valencia
- 2004, Il mestiere dell'architetto II
- 2005, Memorie, Ecole des Beaux Arts, Chateauroux
- 2008, Archipensieri III,
- 2008, Archipensieri IV
- 2008,  Espace vide réservé à Gianni Pettena, Contribution, Rennes
- 2009, Cubo 2
- 2009, Brano di città
- 2009, Archipensieri V
- 2009, Archipensieri VI, FIAC, Parigi
- 2009,  Forgiving architecture, Biennale di Atene
- 2010, Archipensieri VII, PAC, Milano
- 2011, La linea del tempo
- 2011, Architecture forgiven by Nature
- 2011, In absence of bodies, Stromerein Performance Festival, Zurigo
- 2011, Human scale
- 2012, Archipensierooooooo..
- 2011, La mia scuola di architettura
- 2012, Human Wall
- 2012, Handmade, Collezione ALT, Alzano Lombardo
- 2012, Breathing Architecture 2
- 2012, Human Space
- 2012,  Materiali da costruzione
- 2012,  Progetti d'architettura
- 2012, Mother Nature
- 2012, Archipensiero 2 (Cubo 3)
- 2012,  Antologico...enciclopedico
- 2012,  Architecture Vs Nature
- 2012,  Strategia progettuale
- 2012,  Vive l'architecture
- 2013,  The game of architecture
- 2013,  Sogno d'estate